# Wahlitz
Wahlitz is een plaats in de Duitse deelstaat Saksen-Anhalt, en maakt sinds het 1-1-2005 deel (Ortsteil) uit van de stad Gommern in de Landkreis Jerichower Land. Tot die datum was Wahlitz een gemeente.

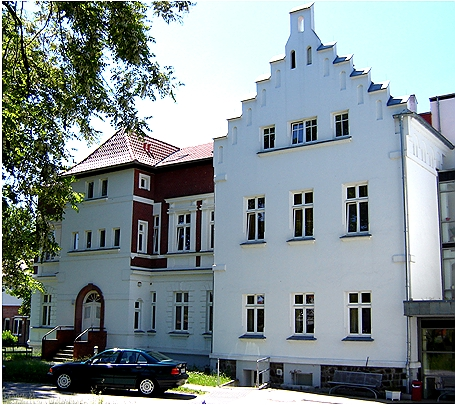
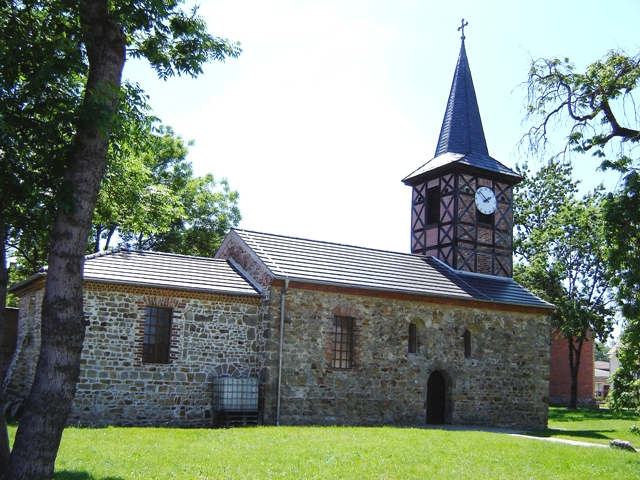

Wahlitz telt ca. 1100 inwoners.